# کول‌تپه
کول‌تپه به جایی گفته می‌شود که تودهٔ بزرگی از خاکستر به صورت طبقه‌طبقه، روی هم انباشته شده و به صورت تپه‌ای مانند درآمده‌باشد. در آذربایجان غربی به ویژه کناره‌های دریاچه ارومیه که مرکز آتشکده‌های ایران بوده‌است، کول‌تپه‌های زیادی برجا مانده‌است. روستائیان از این خاکسترها برای کود دادن بزمین بهره می‌برده‌اند و سالیان دراز است که آن‌ها در کشتزارهای خود استفاده می‌کنند تا موجب باروری زمین گردند، به‌طوری که برخی از این توده‌های خاکستر یا کول‌تپه‌ها اکنون اثری برجا نمانده‌است. این خاکسترها لایه لایه‌اند و در میان هر لایه مقداری خاک و گاه اشیاء قدیمی به ویژه کاسه و کوزه و ظروف مختلف پیدا می‌شود.

## واژه‌شناسی
واژهٔ گل با شکل پهلوی و ترکی آن گول، در فارسی به‌معنای آتش و شعلهٔ آتش است و کول در کردی به معنای آتش است. در ترکی کول، به معنی خاکستر است. گل تپه، یا گول تپه قدیمی تر و متعلق به زمانی است که در این‌جاها آتشکده ای بوده‌است و کول تپه جدید است و متعلق به زمانی است که خاکستر باقی مانده‌است. به هر دو صورت نشانی از آتش در خود پنهان دارند و جایگاه آتشکده‌های کهن هستند.

## علت پیدایش

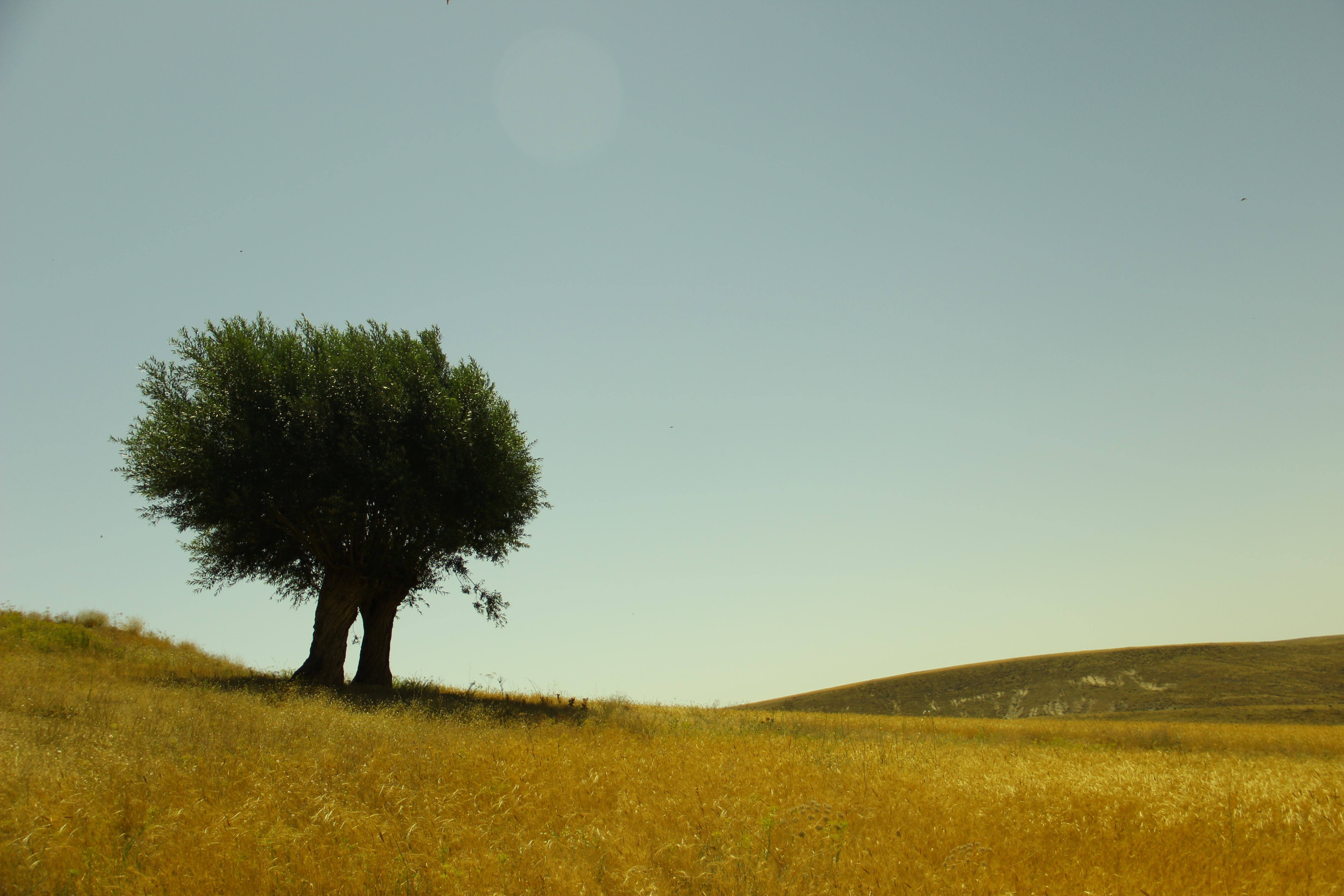
کول تپه بستان آباد

دربارهٔ علت پیدایش این تپه‌های خاکستر در آذربایجان ایران حدس‌های گوناگونی زده می‌شود. بیشتر دانشمندان برآنند که این تودهٔ خاکستر بازماندهٔ هیزمی است که در آتشکده‌ها می‌سوخته و در طی سده‌ها تلی از خاکستر برپا گشته‌است. اما به سبب اینکه در جاهای دیگر ایران حتی نزدیک به آتشکده‌های بزرگ تپهٔ خاکستر وجود ندارد، برخی دیگر از محققان این نظریه را قبول ندارند. نظریهٔ دیگری که عنوان شده‌است به اینصورت است که شاید علت را در ویژگی آئین مردم این ناحیه باید جستجو کرد. ناحیهٔ اطراف دریاچه ارومیه، نخستین جای فرود آمدن نیاکان پارسی و مادی بوده‌است که مزداپرست بوده‌اند و در سحرگاه مهاجرت هنوز از آئین زرتشت آگاه نبوده‌اند و شاید هم هنوز زرتشت هنوز پا به جهان نگذاشته بوده‌است. مزداپرستان گویا مانند هم‌تباران هندی خود مردگان را در جایگاهی ویژه می‌سوزاندند و این خاکستر فراوان، بازماندهٔ چوب و هیزمی است که جسد را در میان آن به آتش می‌کشیده‌اند و بنابر سنن کهن پس از سوزاندن جسد برای زندگی پس از مرگ شخص درگذشته، در میان خاکسترها ظروف سفالین یا فلزی می‌گذاشته‌اند و روی این تودهٔ خاکستر خاک نرم می‌ریخته‌اند تا هنگامی که شخص دیگری درمی‌گذشته، برای سوزاندن او دوباره بتوانند بر پهنهٔ خاک هیزم قرار بدهند. استخوان‌های سوخته شده را سپس گرد آورده و آن‌ها را در استوان‌های کنار آتشکده می‌ریختند همچنان‌که امروز هنگامی که جسد در دخمه‌ها پوسید و عاری از گوشت و پوست شد، استخوان‌ها را در چاه استودان می‌ریزند. در اوستا از سوزاندن مردگان یاد شده و آن را گناهی بزرگ دانسته‌اند و این می‌رساند که در عهد وندیداد یعنی در دوران اشکانی، این رسم هنوز در بین بخش‌هایی از ایران وجود داشته‌است.